# Imigração ganesa no Brasil
A imigração ganesa no Brasil é um fato muito recente. Até o início dos anos 2010 não havia grande fluxo migratório de ganeses para o país sul-americano, mas em 2014, durante a Copa do Mundo FIFA de 2014 (na qual o Brasil sediou), o país recebeu centenas de ganeses com visto de turistas e os mesmos fugiram para o sul do país (sobretudo na cidade de Caxias do Sul, no Rio Grande do Sul), pedindo refúgio durante e após o evento, sendo preciso até a criação de um grupo especial que atendesse essa população.